# Лучків Павло Євгенович
Павло́ Євге́нович Лу́чків — український військовик; учасник російсько-української війни. Призер Ігор нескорених-2023.

## З життєпису
Проживає у місті Львів. Закінчив ліцей № 94 в Рясному.
Доброволець. З 2014 року служив у 24-й бригаді імені короля Данила — протитанкова батарея. 2014 року лікарі діагностували захворювання, отримане під час бойових дій. В липні 2014 року на блокпосту під Бахмутом хтось дав військовим сигарети, і домашні смаколики. У Павла після такого частування піднімається температура — доходило до 41. Цілком не вилікувався. А в листопаді 2014-го з частиною рушили в Кримське. Потрапив під мінометний обстріл; від поранення почалося порушення кровопостачання в мозку. Поранення й контузія поглибили вже наявне захворювання. 15 січня 2015 року зазнав осколкового поранення лівого передпліччя у селі Кримське Луганської області.
Після демобілізації в нього стався серцевий напад. Та зі стану занепаду йому вдалося врятуватися завдяки спорту. Павло обрав стрільбу з лука. Почав займатися стрільбою у 2019 році задля спортивної реабілітації після поранення.
Ігри нескорених 2020 — бронзова нагорода в стрільбі з блочного лука.
15 вересня 2023 року став чемпіоном «Ігор Нескорених» в стрільбі з лука.
Восени 2023 року отримав премію від Львівської міської ради.